# Ikakogi tayrona
Ikakogi tayrona é uma espécie de anfíbio anuro da família Centrolenidae, que pode ser encontrada no norte da Sierra Nevada de Santa Marta, no departamento de Magdalena, na Colômbia. Habita a vegetação ribeirinha de florestas de galeria, com altitude entre os 700 e 2 500 metros do nível do mar.
As fêmeas adultas medem entre 28,2 e 30,8 milímetros, enquanto os machos medem entre 28,2 e 30,6 milímetros. Sua coloração dorsal varia entre verde e o verde claro, com a textura da pele sendo granular. Seus ossos são brancos e apresentam grandes espinhos umerais. As fêmeas apresentam cuidado parental. É morfologicamente idêntica a Ikakogi ispacue, podendo ser diferenciada dela apenas por análises genéticas, bioacústicas e da morfologia interna de seus girinos.